# بنیاد حسابداری مالی

لوگوی قدیمی بنیاد حسابداری مالی

| بنیاد حسابداری مالی (آمریکا) | بنیاد حسابداری مالی (آمریکا)                                                                 |
| ---------------------------- | -------------------------------------------------------------------------------------------- |
|                              |                                                                                              |
| وظیفه                        | (نظارت عالی)، اداره، و تامین مالی نهادهای ملی استانداردگذاری حسابداری مالی و گزارشگری آمریکا |
| بنیان‌گذاری                   | ۱۹۷۲                                                                                         |
| شخصیت حقوقی                  | سازمان غیرانتفاعی خصوصی                                                                      |
| مقر                          | نورواک، کنتیکت · ایالات متحده آمریکا                                                         |
| زبان رسمی                    | انگلیسی                                                                                      |
| رئیس                         | جان جی برنن                                                                                  |
| وب‌گاه رسمی                   | www.accountingfoundation.org                                                                 |

بنیاد حسابداری مالی (آمریکا) (FAF) یک سازمان مستقل بخش خصوصی در آمریکا است که مسئولیت فرانگری (نظارت عالی)، اداره، و تأمین مالی نهادهای ملی استانداردگذاری حسابداری مالی و گزارشگری آمریکا را بر عهده دارد. این نهادها عبارت‌اند از، هیئت استانداردهای حسابداری مالی (FASB، فزبی)، هیئت استانداردهای حسابداری دولتی (GASB، گزبی)، شورای مشورتی استانداردهای حسابداری مالی (FASAC)، و شورای مشورتی استانداردهای حسابداری دولتی (GASAC).

## راهبری
هیئت امنایی چهارده نفری و پنج مقام اجرایی راهبری و مدیریت بنیاد حسابداری مالی را بر عهده دارند. این افراد از سوی نهادهای آمریکایی دارای منافع در گزارشگری مالی برگزیده می‌شوند. این سازمان‌ها عبارت‌اند از:
- انجمن حسابداری آمریکا (AAA)،
- انجمن حسابداران عمومی گواهی شده آمریکا (AICPA)،
- انجمن تحلیلگران مالی خبره (CFAI)،
- سازمان بین‌المللی مدیران اجرایی مالی (FEI)،
- انجمن مدیران مالی دولتی (GFOA)،
- انجمن حسابداران مدیریت (IMA)،
- انجمن ملی حسابرسان، ذی‌حسابان، و خزانه‌داران ایالتی (NASACT)، و
- انجمن صنعت اوراق بهادار و بازارهای مالی (SIFMA).

## کمیته‌های تخصصی
این بنیاد دارای هفت کمیته تخصصی به این شرح است: (۱) کمیته اجرایی، (۲) کمیته توسعه، (۳) کمیته انتصاب و ارزش‌یابی، (۴) کمیته مالی و جبران خدمات، (۵) کمیته حسابرسی، (۶) کمیته رایزنی نظارت بر فرایند استانداردگذاری، و (۷) کمیته راهبری شرکتی.